# Джудекка
Джудекка (итал. Giudecca) — крупный остров венецианской лагуны, отделенный от южного района Дорсодуро исторической части Венеции каналом Джудекки (Canale della Giudecca), который прежде назывался каналом Вигано (Canale Vigano). Административно Джудекка входит в состав города и является частью района Дорсодуро.

## Этимология
Прежнее название острова, Spinalonga («длинная рыбная кость»), возникло, по всей видимости, из-за его своеобразной формы. В толковании происхождения современного названия единства нет. Согласно распространённой версии, оно произошло от Giudei (иудеи), поскольку здесь до основания венецианского гетто якобы жили евреи. В пользу этой версии говорит множество аналогичных топонимов в южной Италии, несомненно связанных с евреями. Другая версия гласит, что название происходит от глагола Zudega (судить), потому что в IX веке земли острова были разделены между восставшей знатью.

## Описание
Джудекка состоит из 8 островков с общей набережной со стороны канала. Другую сторону занимают сады и огороды. К западу от Джудекки, за каналом Лавранери, находятся искусственные острова: Сакка Физола (с которым Джудекка соединена мостом) и Сакка Сан-Бьяджо.
Среди основных достопримечательностей Джудекки:
- Церковь Иль Реденторе (XVI в., архитектор Андреа Палладио)
- Церковь делле Цителле (Санта-Мария-делла-Презентационе-делле-Цителле), XVI в., возможно, также по проекту А. Палладио
- Церковь Сант-Эуфемия (IX в.)
- Молино Стуки — огромное неоготическое здание XIX века с башней, первоначально фабрика макаронных изделий, ныне отель
- Каза-деи-Тре-Очи — дворец в стиле  модерна, начало XX века

К церкви Иль Реденторе каждый год в июле прокладывается наплавной мост с основного острова Венеции. Это происходит в рамках фестиваля Реденторе — это мероприятие, проводимое в знак благодарности за окончание ужасной чумы 1576 года, где фейерверки на временном мосту играют важную роль.

## Ссылка
Portale di Venezia. Архивировано 15 апреля 2012 года.